# Evangelický Kristův kostel (Ostrava)
Evangelický Kristův kostel v Ostravě je kostel postavený v letech 1905–1907 v historizujícím stylu volně inspirovaném románským a gotickým slohem. Stavba, nazývaná také Červený kostel, patří mezi významné ostravské památky, byla zařazena na ústřední seznam kulturních památek České republiky.

## Historie

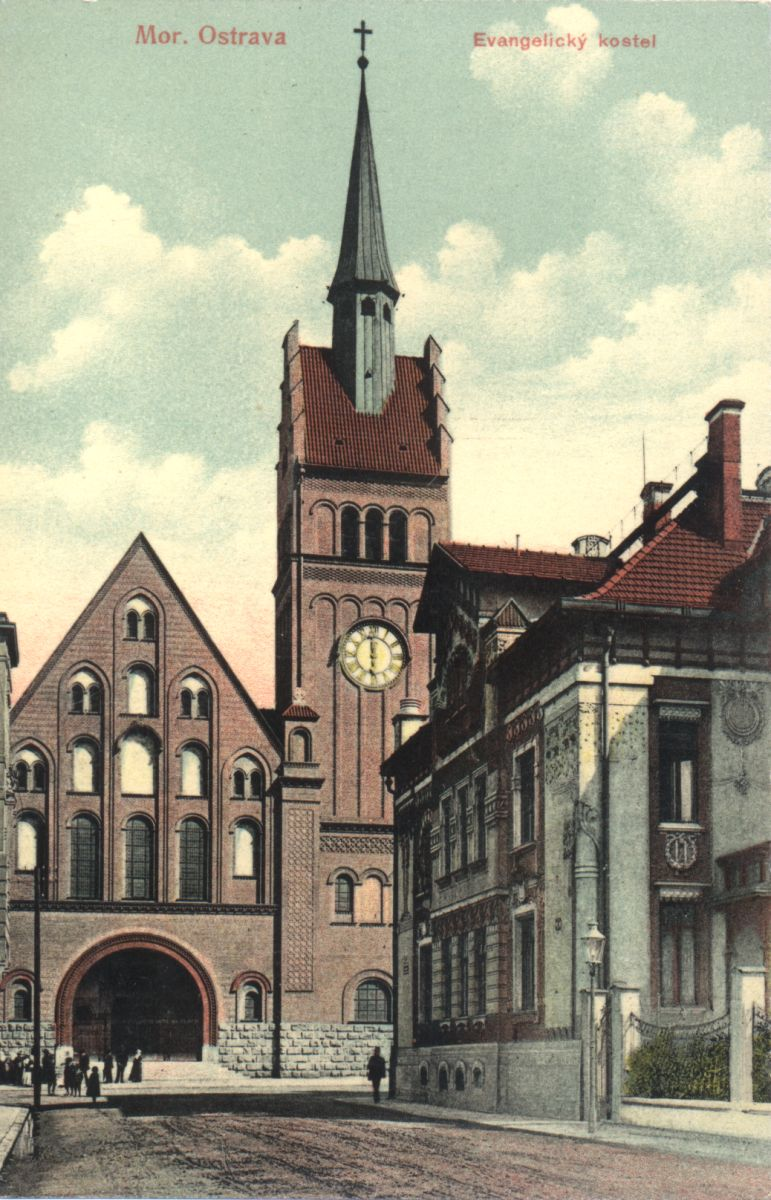
Historický pohled na kostel

V srpnu 1904 vypsala evangelická církev architektonickou soutěž na projekt nového kostela. Stavba měla nahradit nevyhovující hřbitovní kapli, která už nestačila rychle rostoucí moravskoostravské protestantské obci. O účast v soutěži byl velký zájem a sešlo se sto návrhů nového svatostánku, které byly v listopadu 1904 vystaveny na ostravské evangelické faře. Nakonec byl vybrán projekt vídeňských architektů Karla Trolla a Ludvíka Faigla, komisí oceněný druhou cenou. V červenci 1905 byl hotov a vystaven model kostela a v říjnu byl položen základní kámen.
Počátek provázely problémy se založením stavby. Jelikož spodní vrstvy zeminy na staveništi byly značně rozbahněné, bylo rozhodnuto o jejich zpevnění pomocí devíti set dřevěných kůlů. Přesto byla stavba, původně plánovaná na tři roky, dokončena už po dvou letech. Celkové náklady na stavbu a vybavení dosáhly 300 000 korun. Slavnostní vysvěcení se pak uskutečnilo 1. listopadu 1907.
Do konce první světové války sdružoval místní luterský sbor evangelíky české, německé i polské národnosti. Po první světové válce se tento sbor stal součástí Německé evangelické církve v Československé republice. To vedlo k odchodu některých českých členů, kteří společně s místní reformovanou kazatelskou stanicí založili v roce 1920 samostatný sbor Českobratrské církve evangelické. Kostel byl užíván oběma těmito církvemi, do konce druhé světové války ale zůstal majetkem církve německé. Ta byla poté československými úřady prohlášena za kolaborantskou a její majetek byl podle Benešových dekretů konfiskován. V padesátých letech 20. století stát předal kostel a faru oficiálně do užívání Českobratrské církvi evangelické a také Slezské církvi evangelické augsburského vyznání, jejíž po válce nově vzniklý ostravský sbor přijal většinu neodsunutých členů německého sboru. Od roku 1997 usilovaly obě tyto církve o převedení kostela a fary do svého vlastnictví.
V březnu 2009 potvrdilo české ministerstvo kultury rozhodnutí Úřadu pro zastupování státu ve věcech majetkových, který bezúplatně převedl kostel farním sborům Českobratrské církve evangelické a Slezské církvi evangelické augsburského vyznání. Převod po dlouhá léta komplikoval fakt, že nešlo o restituci, ale převedení majetku církvím. Nevyjasněné majetkové poměry tak bránily v investicích do opravy kostela.

## Popis
Samotná stavba je postavena v historizujícím stylu s románskými a gotickými prvky. Jedná se o jednolodní budovu z režného zdiva s kvadratickou věží umístěnou asymetricky do vstupního průčelí. Kostel je příkladem propojení historizující architektury na počátku 20. století a nastupující secese. Inspiraci středověkou sakrální architekturou na stavbě dokazuje kombinace užití cihlového režného zdiva a vertikální kompozice. Okrovou barvu režného zdiva, která na stavbě převažuje, doplňují červené dekorativní prvky nad okny a v pásech na stěnách kostela. Kontrast těchto barev je tak důvodem nazývání kostela „červeným“.  Dominantním prvkem stavby je 60 metrů vysoká věž, která byla asymetricky přistavěna k hlavnímu průčelí. Je zakončena polygonální helmicí s oplechovanou střechou, přičemž stupňovité štíty dodávají věži výrazný vzhled. Porcelánový ciferník věžních hodin dotváří její jedinečný charakter. Hlavní průčelí, orientované do ulice, je zdobeno trojúhelníkovým štítem a zvýrazněno valeným záklenkem nad vstupem, který kryje výrazná kovaná mříž s motivem dubových listů. Jižní fasáda je členěna pěti okenními osami a opticky zpevněna pilastry v nárožích.

### Interiér
Interiér je prostý ve stylu protestantských kostelů. Jeho dominantou je mramorový oltář se šesti svícny a velkým dubovým křížem ve vyvýšeném a zaklenutém presbytáři. Oltář je sestaven z bloků bílého a růžového mramoru a je zdoben jednoduchým zlatým geometrickým dekorem, který se objevuje i na všech dřevěných prvcích interiéru. V apsidě se nacházejí čtyři vitrážová okna (jedno ornamentální a tři figurální). První okno zleva představuje Ježíše jako toho, kdo k sobě zve všechny pracující a obtížené. Prostřední okno zobrazuje tradiční motiv Ježíše Krista, nesoucího kříž. Třetí okno připomíná Ježíšova slova: Nechte děti přicházet ke mně, nebraňte jim, neboť takovým patří království Boží (Mk 10,14). Poslední, čtvrté okno vyplňuje rostlinný ornament. Okna v lodi kostela byla dodatečně doplněna skleněnými tabulkami v pastelových odstínech žluté, růžové, modré a zelené. Triumfální oblouk zdobí nápis: „Ježíš Kristus včera i dnes tentýž jest i na věky“ (Žd 13,8), nad nímž se vyjímá stylizovaná Lutherova růže – symbol teologie Martina Luthera. Kazatelna je stejně jako kříž z dřeva dubu, zatímco křtitelnice z mramoru ladí s oltářem. Křtitelnice, zdobená zlatým geometrickým motivem, byla darem faráře Jana Michalika, který inicioval stavbu kostela. Nad ní je nápis: „Jdouce učte všecky národy, křtíce je ve jméno Otce i Syna i Ducha Svatého“ (Mt 28,19).
Strop je sestaven z dřevěných kazet, díky čemuž má kostel výtečnou akustiku, což umožňuje konání koncertů. Pozornost poutají také původní dvoukorunové secesní lustry – největší z nich, se 60 svícemi, se nachází před oltářem, dva menší visí nad galeriemi. Další osvětlovací tělesa jsou rozmístěna v lodi kostela, přičemž šest z nich bylo původně vestavěno do lavic ve stylu secesních kandelábrů. Lavice, vyrobené z dubového dřeva, nesou geometrický dekor ladící s ostatními dřevěnými i kamennými prvky interiéru. Secesní dlažba v kostele kombinuje okrovou a červenou barvu.
Na východní straně se prostor asymetricky rozšiřuje o dřevěnou galerii v patře, která navazuje na galerii nad hlavním vstupem. Přístup k ní zajišťují postranní schodiště. Původní podoba interiéru zůstává nejasná, protože se dosud nepodařilo objevit dobové fotografie ani popisy nástěnné výzdoby v archivních fondech města či církve. Současná bílá výmalba stěn je provizorním řešením, ke kterému bylo přistoupeno po generální opravě střechy v roce 2003. Uspořádání mobiliáře pravděpodobně zůstává v souladu s původním návrhem, protože v interiéru nedošlo k výrazným změnám.
V kostele se nacházejí varhany, vyrobené firmou Rieger v roce 1907 v Krnově, opus 1403. Jsou vybaveny dvěma manuály a pedálem. V letech 2001–2002 prošly generální opravou.

### Věž a zvony
Ve věži se nacházejí tři ocelové zvony, odlévané v bochumské továrně Bochumer Verein für Glocken und Gussstahlfabrikate roku 1907 laděné do tónů cis-e-g. Nejmenší se jmenuje Práce, váží 700 kg, má průměr 1,170m a je na něm vyryt polský nápis: "Wiedząc, że trud wasz nie jest daremny w Panu" (překlad: Vězte, že vaše práce není v Pánu marná). Prostřední zvon s názvem Luther (Lutherglocke), váží 1080 kg a má průměr 1,387 m. Je na něm německý nápis: "Ein feste Burg ist unser Gott" (překlad: Hrad přepevný je Pán Bůh náš), což jsou slova evangelické hymny. Oba tyto zvony věnovali místní horníci. Největší zvon váží 1580 kg, má průměr 1,574 m, jmenuje se Spasitel a je opatřen německým nápisem: "Ich bin der Weg, die Wahrheit und das Leben" (překlad: Já jsem ta cesta, pravda i život). Tento zvon věnovala kostelu rodina Čechova z Mariánských Hor, dnešní části Ostravy. Kromě zvonů jsou na věži funkční hodiny s porcelánovým ciferníkem.

## Zdroje
- Dějiny Ostravy, Karel Jiřík, Blanka Pitronová, Ostrava 1967
- Ostrava industriální a moderní. Velký průvodce po architektuře 1845- 1949. Martin Strakoš. Ostrava 2020. ISBN 978-80-7637-123-1.
- Jindřich Vybíral, Zrození velkoměsta, Vydavatelství ERA, 2003, ISBN 80-86517-94-2
- Moravskoslezské kostely, Moravskoslezský deník, 11.10.2007
- Evangelický Kristův kostel má sto let, potřebuje opravit, Moravskoslezský deník, 01.11.2007
- Sto let Evangelického Kristova kostela[nedostupný zdroj], článek na stránkách městského obvodu, 06.11.2007
- Církve chtějí od státu evangelický Kristův kostel, Moravskoslezský deník, 14.11.2007
- Církev se dočkala. Evangelický Kristův kostel už je její, Moravskoslezský deník, 31.03.2009
- Evangelický kostel v Ostravě. Sborník u příležitosti 100. výročí …, ed. M. Piętak, A. Wrana, Ostrava 2005.